# فريديريك قروس
فريديريك قروس (بالفرنسية: Frédéric Gros)‏ (و. 1965  م) هو فيلسوف، وأستاذ جامعي، وكاتب، وباحث فرنسي، ولد في سانت سير إكول.

## التعليم
تعلم في مدرسة الأساتذة العليا، وتعلم في Paris-East Créteil University ‏
.